# Trioceros johnstoni
Trioceros johnstoni là một loài thằn lằn trong họ Chamaeleonidae. Loài này được Boulenger mô tả khoa học đầu tiên năm 1901.